# Église Saint-Pierre de Fourmagnac
L'église Saint-Pierre de Fourmagnac est une église catholique située à Fourmagnac, dans le département français du Lot, en France.

## Historique
L'église est citée en 1146 parmi les possessions de l'abbaye de Figeac. L'église date probablement de la seconde moitié du XIIe siècle.
Les murs de la nef ont été surélevés à une date inconnue comme en témoigne la position des corbeaux sur la façade sud. Cette modification avait probablement pour but de décharger les voûtes du poids de la charpente de la nef qui a dû être refaite.
La partie supérieure du clocher a été construite à la fin du XIXe siècle.
L'édifice est inscrit au titre des monuments historiques le 30 juin 1925.
Plusieurs objets sont référencer dans la base Palissy.

## Description
L'église est à nef unique, un transept court et une abside semi-circulaire. L'abside est voûtée en cul-de-four. 
Les chapiteaux des six premières colonnes du côté de l'abside sont décorés de sculptures aux décors de vanneries et d'entrelacs.